# Primera División de voleibol 1969-70
La temporada 1969/1970 de la Liga Nacional de Voleibol fue la VI edición de la competición. Tuvo como campeón al Club Atlético de Madrid.

## Clasificación
| Pos | Equipo                         | PJ | PG | PP | SF | SC | Pt. |
| --- | ------------------------------ | -- | -- | -- | -- | -- | --- |
| 1   | Club Atlético de Madrid        | 14 | 14 | 0  | 42 | 6  | 28  |
| 2   | Picadero J.C. Barcelona        | 14 | 11 | 3  | 36 | 22 | 25  |
| 3   | C.D. Hispano Francés Barcelona | 14 | 10 | 4  | 34 | 14 | 24  |
| 4   | Real Madrid C.F.               | 14 | 7  | 7  | 24 | 25 | 21  |
| 5   | A.D. Esmena Gijón              | 14 | 6  | 8  | 24 | 25 | 20  |
| 6   | C.N. Badalona                  | 14 | 6  | 8  | 21 | 31 | 20  |
| 7   | C.V.A.A.L. Mundet Barcelona    | 14 | 2  | 12 | 15 | 37 | 16  |
| 8   | San Fernando Barcelona         | 14 | 0  | 14 | 6  | 42 | 14  |

- Datos: Q16591183